# Castell de Jou
El Castell de Jou fou un castell medieval del poble de Jou, en el terme municipal de la Guingueta d'Àneu, en territori de l'antic municipi de Jou. Documentat des del 1176, el 1228 figura entre els castells de la Vall d'Àneu. Actualment amb prou feines en queden vestigis.